# جائزة المجر الكبرى 2004
جائزة المجر الكبرى 2004 (بالإنجليزية: 2004 Hungarian Grand Prix)‏ هو سباق فورمولا 1 أقيم بتاريخ 15 أغسطس 2004 في حلبة المجر، بودابست. كان الثالث عشر من أصل 18 في بطولة العالم لسباقات الفورمولا واحد موسم 2004. حلّ الألماني مايكل شوماخر أولا بينما جاء البرازيلي روبنز باركيلو في المركز الثاني وحصل على المركز الثالث الإسباني فرناندو ألونسو.